# Fuzil Dreyse
O fuzil Dreyse (em Alemão: Zündnadelgewehr, que literalmente significa "fuzil de ignição por agulha") é um fuzil de retrocarga desenvolvido pelo armeiro Johann Nikolaus von Dreyse em 1841 e adotado pelo exército da Prússia em 1848. 

## Histórico
Teve notável atuação nas mãos do exército da Prússia durante as guerras Austro-Prussiana e Franco-Prussiana. Também  esteve presente na  Guerra contra Oribe e Rosas utilizado pelos Brummer que lutaram no exército Brasileiro. O mecanismo desenvolvido por Dreyse utilizava uma agulha que percutia um cartucho de papel, causando assim o disparo da munição. Embora a arma tivesse apresentado excelente desempenho na Guerra Austro-prussiana, mostrando-se muito superior aos Lorenz utilizados pelos Austríacos, mostrou-se inferior aos Chassepot franceses durante a Guerra franco-prussiana, sendo assim substituído em 1871 pelos Mauser Model 1871.